# 아이비클럽
아이비클럽(IVYclub)은 대한민국의 학생복 제조업체이다. 1995년 제일모직 학생복 사업팀으로 출범, IMF 외환위기 이후에, 국민의 정부(김대중 정부)의 부실기업 회생을 위한 중소기업 육성 정책의 일환으로, 2001년 9월 '(주)대원'에서 아이비클럽 학생복 사업부문을 인수하여, '(주)아이비클럽'이라는 기업이 되었다.
2013년 3월 31일자로 학생복 사업부문을 주식회사 아이비클럽코퍼레이션(현. 주식회사 아이비클럽)으로 분할하고 남은 회사는 주식회사 아이비클럽(현. 주식회사 대원지주회사)으로 되었다.

## 역대 아이비클럽 모델
- 강성민 (1997)
- 조성모/김민희 (2000)
- 신화/은정 (2001~2002)
- S (강타/신혜성/이지훈) (2003~2004)
- 신화/문근영 (2004~2005)
- 신화/슈퍼주니어/이연희 (2005~2006)
- 슈퍼주니어/민효린 (2006~2007)
- 슈퍼주니어/김연아 (2007~2008)
- 김연아/원더걸스/배틀 (2008~2009)
- 이현우/이종석/박형식/진세연/도회지/정혜인 (2009~2010)
- 김수현/한그루/정주연/강철웅/강다빈/조은비(2010~2011)
- 보이프렌드/손연재 (2011~2012)
- EXO-K/김유정 (2012~2013)
- EXO/서예지 (2013~2014)
- EXO/아이린 (2014~2015)
- EXO/한성연 (2015~2016)
- NCT/김민재/이수민 (2016~2017)
- VIXX/워너원/프로미스나인/스트레이 키즈 (2017~2018)
- 스트레이 키즈/공유림 (2019)
- 스트레이 키즈/정소리/정동원 (2020)
- 정동원/오예주 (2021~2022)
- 드리핀/오예주 (2022)
- 드리핀 (2023~2024)
- 드리핀 / 노정의 (2025)